# Danmarks Eksport- og Investeringsfond
Danmarks Eksport- og Investeringsfond, forkortet EIFO, er en dansk statslig investeringsfond. Dens formål er at stille risikovillig kapital til rådighed for forskellige typer danske virksomheder. EIFO havde i 2024 et samlet forretningsomfang på 172 mia. kr.
EIFO blev dannet i 2023 som en sammenslutning af de tre eksisterende statslige investeringsfonde EKF Danmarks Eksportkredit, Vækstfonden og Danmarks Grønne Investeringsfond.

## Historie
EIFO blev dannet 1. januar 2023 som en fusion af de tre eksisterende statslige investeringsfonde EKF Danmarks Eksportkredit (Eksportkreditfonden) (oprettet 1922), Vækstfonden (oprettet 1992) og Danmarks Grønne Investeringsfond (oprettet 2014). Formålet var at skabe én fælles indgang til risikovillig kapital fra staten. De tre fonde blev i første omgang datterselskaber under EIFO for at blive helt nedlagt 1. april 2023.

## Aktiviteter
EIFO har tre hovedaktiviteter:
- Investering i små og mellemstore virksomheder med behov for risikovillig kapital til at vokse
- Garantistillelse ved virksomheders banklån til risikable projekter i udlandet
- Lån til store virksomheder med behov for langsigtede investeringer til fremstød på internationale markeder

EIFO træder til med finansiering, når private finansielle aktører ikke vil udfylde rollen. Der er derfor typisk tale om investeringer med en særlig høj risiko. For at mindske risikoen giver EIFO aldrig lån som den eneste aktør, men yder långivning sammen med private banker.
EIFO havde i 2024 et samlet forretningsomfang på ca. 172 milliarder kr. Fonden skal årligt levere et udbytte til staten på halvdelen af sit overskud op til 350 millioner kr. Resten af et eventuelt overskud går til nye investeringer. Fonden har i lovgivningen fået fastlagt, at den skal prioritere lån til virksomheder med potentiale og muliged for eksport samt virksomheder, der bidrager til en bæredygtig og grøn omstilling af samfundet.

### Grønne investeringer
EIFO har traditionelt prioriteret teknologier, som bidrager til den grønne omstilling. Ikke mindst den danske vindmølleindustri har kunnet drage nytte af EIFOs finansieringsløsninger. Over halvdelen af EIFOs engagement (lån og eksportfinansiering) gik ifølge et interview med direktøren Peder Lundquist i april 2025 til projekter med vindenergi verden over, ligesom EIFO ifølge Lundquist var den finansielle institution i verden, der havde medfinansieret allermest havvind på globalt plan. EIFO har lidt store tab under det tilbageslag, som grøn teknologi oplevede i første halvdel af 2020'erne som følge af høje renter, stigende priser og geopolitisk uro. Fonden havde således 100 mio. kr. i klemme i det konkurstruede Green Hydrogen Systems, hvis forretningsområde var elektrolyseanlæg til grøn brintproduktion og måtte nedskrive 400 mio. kr. på lån til den danske solcellevirksomhed Better Energy.

## Organisation
EIFO har sit hovedsæde i Haifagade i Nordhavnen i København. Der var i 2024 ca. 450 medarbejdere. Virksomhedens direktør er Peder Lundquist, som indtil sammenslutningen var chef for EKF og tidligere har været afdelingschef i Finansministeriet. EIFO's bestyrelsesformand er den tidligere mangeårige departementschef Michael Dithmer.